# معماری پایدار

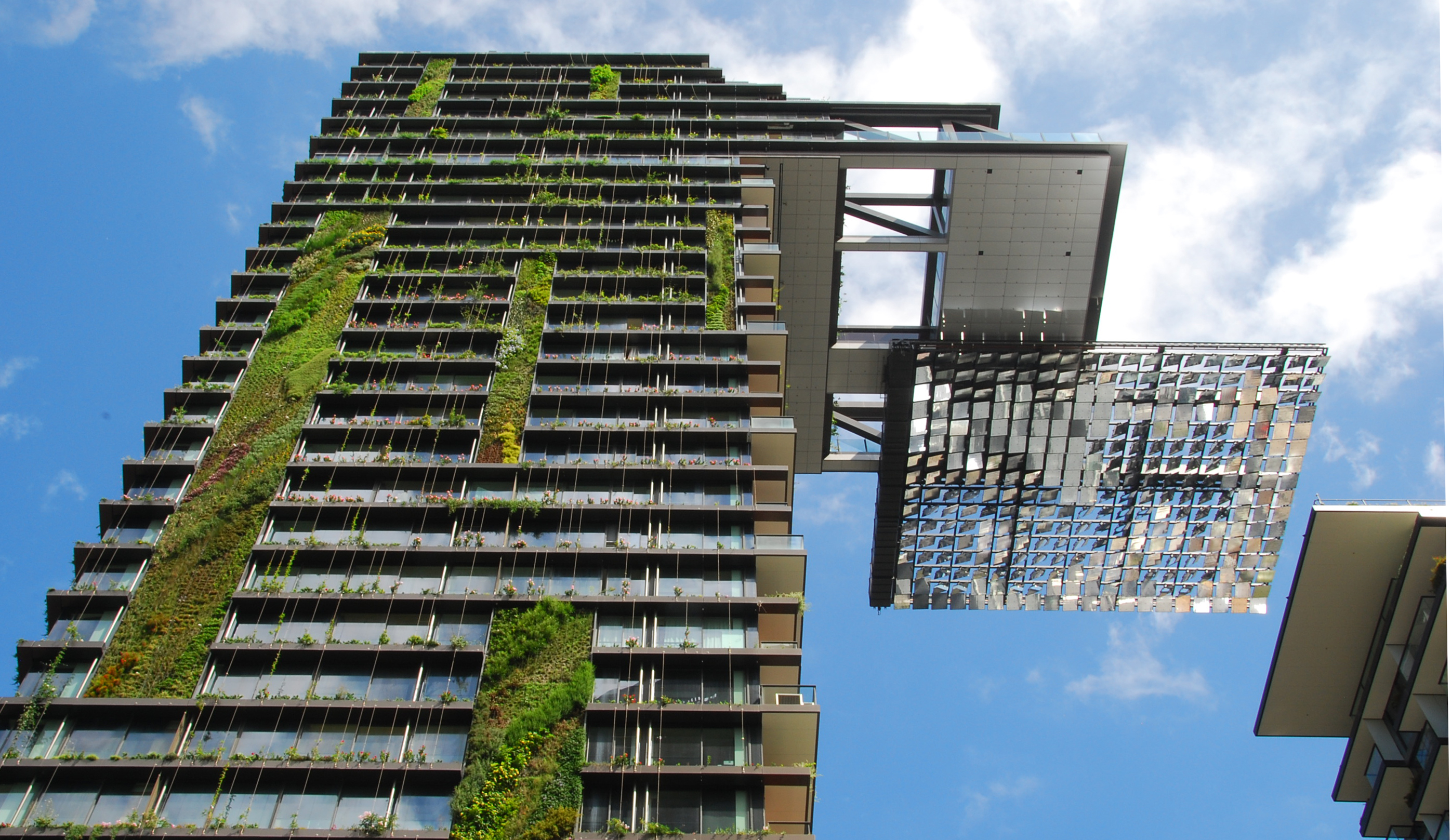
باغچه‌های معلق پارک مرکزی وان در سیدنی

معماری پایدار یا معماری پایا (به انگلیسی: Sustainable architecture) گرایشی در معماری است که به دنبال به حداقل رساندن اثرات منفی زیست‌محیطی ساختمان‌ها از طریق افزایش بهره‌وری و اعتدال در استفاده از مصالح، انرژی، فضای ساخت و به‌طور کلی اکوسیستم در ابعاد وسیع است. معماری پایدار در طراحی محیط ساخته شده، از یک رویکرد آگاهانه در مورد انرژی و حفاظت از محیط زیست استفاده می‌کند.
هدف از پایداری، یا طراحی اکولوژیکی این است که اطمینان حاصل کنیم منابعی که امروز در دسترسمان قرار دارد به گونه‌ای استفاده شود که برای سلامت کلی انسان‌ها زیان نداشته یا باعث از دسترس خارج شدن منابع برای سایر کاربردها در دراز مدت نشود.

## تاریخچه
مفهوم معماری پایدار در دهه‌های اخیر با افزایش آگاهی نسبت به مسائل زیست‌محیطی و تغییرات اقلیمی شکل گرفته است. این رویکرد به دنبال کاهش تأثیرات منفی ساختمان‌ها بر محیط‌زیست و بهبود کیفیت زندگی انسان‌ها است.

## اصول معماری پایدار
معماری پایدار بر پایهٔ اصولی مانند استفادهٔ بهینه از منابع طبیعی، کاهش مصرف انرژی، بهره‌گیری از مواد بازیافتی و طراحی برای طول عمر بیشتر ساختمان‌ها استوار است.

## نمونه‌های برجسته
برخی از نمونه‌های برجستهٔ معماری پایدار عبارت‌اند از:
- برج هرست در نیویورک
- ساختمان شورای بریتانیا در لندن
- مرکز همایش‌های ونکوور

## چالش‌ها و فرصت‌ها
معماری پایدار با چالش‌هایی مانند هزینه‌های اولیهٔ بالا و نیاز به تخصص‌های چندرشته‌ای مواجه است. با این حال، فرصت‌هایی نظیر کاهش هزینه‌های بلندمدت و بهبود سلامت عمومی را نیز به همراه دارد.

## مصرف انرژی پایدار

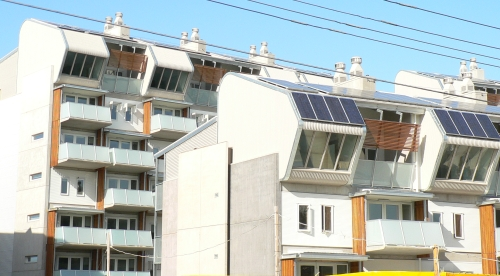
آپارتمان‌های پایدار K2 در ویندزور، ویکتوریا، استرالیا که دارای طراحی خورشیدی غیرفعال، مواد بازیافتی و پایدار، سلول‌های فتوولتائیک، سامانه تصفیه فاضلاب، سامانه جمع‌آوری آب باران و آب‌گرم کن خورشیدی است.

بهره‌وری انرژی در کل چرخه عمر یک ساختمان، مهم‌ترین هدف معماری پایدار است. معماران از بسیاری از تکنیک‌های غیرفعال و فعال مختلف برای کاهش انرژی مورد نیاز ساختمان‌ها و افزایش توانایی آن‌ها در جذب یا تولید انرژی استفاده می‌کنند. معماری پایدار برای به حداقل رساندن هزینه‌ها و پیچیدگی، سیستم‌های غیرفعال را در اولویت قرار می‌دهد و از طریق موقعیت‌دهی ساختمان و گنجاندن عناصر معماری بر روی آن سعی در برطرف کردن نیازهای انرژی ساختمان می‌کند، و از منابع انرژی تجدیدپذیر و سپس منابع سوخت فسیلی فقط در صورت نیاز و به عنوان مکمل استفاده می‌کند. برای استفاده بهینه از منابع محیطی می‌توان از تحلیل محوطه ساختمان (Site analysis) برای بهره‌برداری از منابعی مانند نور خورشید و باد برای گرمایش و تهویه استفاده کرد.

### کارایی سیستم‌های گرمایش، تهویه و سرمایش
روش‌های معماری غیرفعال متعددی در طول زمان توسعه یافته‌اند. نمونه‌هایی از این روش‌ها عبارتند از: چیدمان اتاق‌ها یا اندازه و جهت‌دهی (orientation) پنجره‌ها در یک ساختمان و جهت‌دهی (orientation) نماها و خیابان‌ها یا نسبت بین ارتفاع ساختمان و عرض خیابان برای برنامه‌ریزی شهری.
یکی از عناصر مهم و مقرون‌به‌صرفه هر سیستم گرمایش، سرمایش و تهویه مطبوع (HVAC) کارآمد در ساختمان‌ها، عایق‌کاری خوب است. ساختمانی کارآمدتر به توان تولید یا اتلاف گرمای کمتری نیاز دارد، اما ممکن است به ظرفیت تهویه بیشتری برای خروج هوای آلوده داخل خانه نیاز داشته باشد.

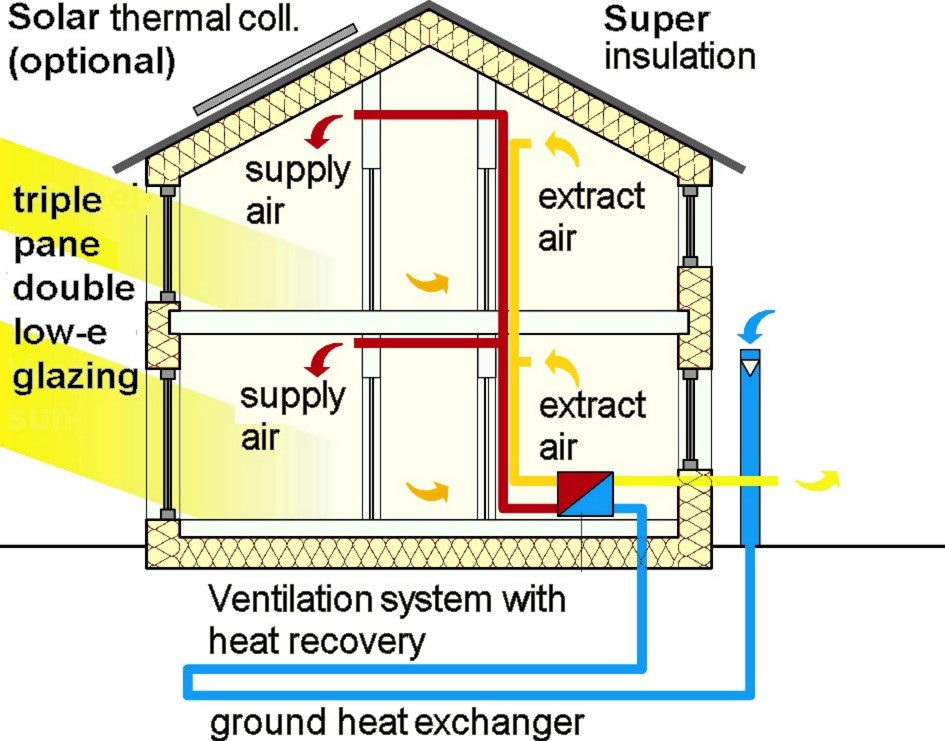
استاندارد Passivhaus روش‌ها و فناوری‌های مختلفی را با هم ترکیب کرده‌است تا به مصرف انرژی بسیار کم برسد. (Passivhaus در اصل یک واژه آلمانی است و یک استاندارد داوطلبانه برای بهره‌وری انرژی در ساختمان است.)

مقادیر قابل توجهی انرژی توسط جریان‌های آب، هوا و کمپوست خروجی از ساختمان خارج می‌شود. فناوری‌های بازیافت انرژی در محل می‌توانند به‌طور مؤثری انرژی را از آب گرم و هوای کهنه بازپس بگیرند و آن انرژی را به آب سرد تازه یا هوای تازه ورودی منتقل کنند. بازپس‌گیری انرژی از کمپوست خروجی از ساختمان‌ها برای مصارفی غیر از باغبانی، نیازمند هاضم‌های بی هوازی مرکزی است.

### تولید انرژی‌های تجدیدپذیر

#### پنل‌های خورشیدی
دستگاه‌های خورشیدی فعال مانند صفحات خورشیدی فتوولتائیک به تأمین برق پایدار برای کاربردهای مختلف کمک می‌کنند. خروجی الکتریکی یک صفحه خورشیدی به جهت‌گیری آن نسبت به خورشید، راندمان، عرض جغرافیایی و آب و هوا بستگی دارد. (بهره خورشیدی حتی در یک عرض جغرافیایی یکسان، متفاوت است). بازده معمول صفحات خورشیدی موجود در بازار بین ۴ تا ۲۸ درصد است. راندمان پایین برخی از صفحات خورشیدی می‌تواند به‌طور قابل توجهی بر دوره بازگشت سرمایه نصب آنها تأثیر بگذارد.
بام ساختمان‌ها اغلب به سمت خورشید زاویه داده می‌شوند تا صفحات خورشیدی با حداکثر راندمان کار کنند. در نیمکره شمالی، جهت‌گیری واقعی به سمت جنوب، بازده صفحات خورشیدی را به حداکثر می‌رساند. اگر امکان جهت‌دهی دقیق به سمت جنوب امکان‌پذیر نباشد، اگر صفحات خورشیدی در زاویه‌ای کمتر از ۳۰ درجه نسبت به جنوب قرار بگیرند باز می‌توانند به اندازه کافی برق تولید کنند. با این حال، در عرض‌های جغرافیایی بالاتر، بازده انرژی زمستانی برای جهت‌گیری غیر جنوبی به‌طور قابل توجهی کاهش می‌یابد.

#### توربین‌های بادی
استفاده از توربین‌های بادی کوچک در تولید انرژی در سازه‌های پایدار مستلزم در نظر گرفتن عوامل زیادی است. در هنگام در نظر گرفتن هزینه‌ها، معمولاً توربین‌های بادی کوچک نسبت به توربین‌های بادی بزرگتر، نسبت به میزان برقی که تولید می‌کنند، گران‌تر هستند. برای توربین‌های بادی کوچک، هزینه‌های نگهداری می‌تواند عامل تعیین‌کننده در سایت‌هایی با میزان باد کم باشد. در سایت‌های کم باد، نگهداری و تعمیر می‌تواند بخش عمده‌ای از صرفه ایجاد شده توسط توربین بادی کوچک را از بین ببرد. توربین‌های بادی زمانی شروع به چرخیدن می‌کنند که سرعت باد به ۸ مایل بر ساعت برسد، و در سرعت‌های ۳۲ تا ۳۷ مایل در ساعت به ظرفیت تولید اسمی خود می‌رسند و برای جلوگیری از آسیب دیدن در سرعت‌های بیش از ۵۵ مایل در ساعت متوقف می‌شوند. ظرفیت تولید انرژی یک توربین بادی با مربع طول پره‌های آن و مکعب سرعت چرخش پره‌های آن تناسب دارد. اگرچه توربین‌های بادی می‌توانند برق یک ساختمان را به تنهایی تأمین کنند، به دلیل این عوامل، کارایی توربین بادی تا حد زیادی به شرایط باد در محل ساختمان بستگی دارد. به این دلایل، برای اینکه توربین‌های بادی در همه زمان‌ها کارآمد باشند، باید در مکان‌هایی نصب شوند که مشخص است مقدار باد ثابتی دریافت می‌کنند (با میانگین سرعت باد بیش از ۱۵ مایل در ساعت)، و نه در مکان‌هایی که باد را به صورت پراکنده دریافت می‌کنند. یک توربین بادی کوچک را می‌توان بر روی بام نصب کرد به شرطی که مسائل نصب شامل استحکام سقف، لرزش و تلاطم ناشی از تاقچه سقف در نظر گرفته شود. توربین‌های بادی در مقیاس کوچک روی پشت بام می‌توانند از ۱۰٪ تا ۲۵٪ برق مورد نیاز یک خانه معمولی خانگی، برق تولید کنند.

#### آب گرم‌کن خورشیدی
آبگرمکن‌های خورشیدی که سیستم‌های آب گرم خانگی خورشیدی نیز نامیده می‌شوند، می‌توانند روشی مقرون به صرفه برای تولید آب گرم برای خانه باشند. آنها را می‌توان در هر آب و هوایی استفاده کرد، و سوخت مورد استفاده آنها - نور خورشید - رایگان است. دو نوع سیستم آب خورشیدی وجود دارد - فعال و غیرفعال. یک سیستم کلکتور خورشیدی فعال می‌تواند حدود ۸۰ تا ۱۰۰ گالن آب گرم در روز تولید کند. یک سیستم غیرفعال ظرفیت کمتری خواهد داشت.

#### پمپ‌های حرارتی
پمپ‌های حرارتی منبع هوا (ASHP) را می‌توان به عنوان کولر گازی برگشت‌پذیر در نظر گرفت. یک پمپ حرارتی منبع هوا مانند یک دستگاه کولر گازی، می‌تواند گرما را از یک فضای نسبتاً خنک (مثلاً یک خانه با دمای ۷۰ درجه فارنهایت) بگیرد و آن را در یک مکان گرم (مثلاً بیرون با دمای ۸۵ درجه فارنهایت) دفع کند. با این حال، برخلاف کولر گازی، کندانسور و اواپراتور یک پمپ حرارتی منبع هوا می‌تواند نقش‌ها را تغییر دهد و گرما را از هوای خنک بیرون جذب کرده و آن را به یک خانه گرم تخلیه کند.
پمپ‌های حرارتی منبع هوا نسبت به سایر پمپ‌های حرارتی ارزان‌تر هستند. از آنجایی که کارایی پمپ‌های حرارتی منبع هوا زمانی که دمای بیرون بسیار سرد یا بسیار گرم است کاهش می‌یابد؛ استفاده از آنها در آب و هوای معتدل بیشترین کاربرد را دارد. اما امروزه، برخلاف تصورات قبلی، ثابت شده‌است که استفاده از آنها در مناطقی با دمای هوای بیرونی سرد نیز، مانند اسکاندیناوی یا آلاسکا، مناسب هستند. در نروژ، فنلاند و سوئد، استفاده از پمپ‌های حرارتی در دو دهه گذشته به شدت رشد کرده‌است: در سال ۲۰۱۹، ۱۵ الی ۲۵ پمپ حرارتی به ازای هر ۱۰۰ نفر در این کشورها وجود داشت که پمپ حرارتی منبع هوا فناوری غالب پمپ حرارتی بود. به‌طور مشابه، فرضیه‌های قبلی مبنی بر اینکه پمپ حرارتی منبع هوا فقط در ساختمان‌های کاملاً عایق‌شده به خوبی کار می‌کند اشتباه بوده‌است - حتی ساختمان‌های قدیمی و نیمه عایق‌شده را می‌توان با پمپ‌های حرارتی منبع هوا تقویت کرد و در نتیجه تقاضای انرژی آنها را به شدت کاهش داد.
پمپ‌های حرارتی منبع زمینی (یا زمین گرمایی) جایگزین کارآمدی برای پمپ‌های حرارتی منبع هوا هستند. تفاوت بین این دو پمپ حرارتی در این است که منبع زمینی یکی از مبدل‌های حرارتی خود را، به صورت افقی یا عمودی در زیر زمین قرار داده‌است. منبع زمینی از دمای نسبتاً ثابت و ملایم زیرزمینی بهره می‌برد، به این معنی که راندمان آنها می‌تواند بسیار بیشتر از یک پمپ حرارتی منبع هوا باشد. مبدل حرارتی درون زمینی معمولاً به مساحت قابل توجهی نیاز دارد. طراحان آنها را در یک فضای باز در کنار ساختمان یا زیر یک پارکینگ قرار می‌دهند.
از نظر هزینه اولیه، سیستم‌های پمپ حرارتی منبع زمینی حدود دو برابر یک پمپ حرارتی معمولی منبع هوا برای نصب هزینه دربردارد. با این حال، هزینه‌های اولیه را می‌توان با کاهش هزینه‌های انرژی جبران کرد. کاهش هزینه‌های انرژی به ویژه در مناطقی با تابستان‌های معمولاً گرم و زمستان‌های سرد مشهودتر می‌شود.

## مصالح ساختمانی پایدار
برخی از نمونه‌هایی مصالح ساختمانی پایدار عبارتند از: پارچه جین بازیافتی یا پشم شیشه پرکردنی (blown-in fiber glass) برای عایقکاری، چوب برداشت شده به روش پایدار، تراس (تراس (Trass) نام محلی یک توف آتشفشانی است که در ایفل رخ می‌دهد، و از آن برای ساخت ملات هیدرولیک استفاده می‌شود)، لینولئوم، پشم گوسفند، همپکریت، بتن رومی، پنل‌های ساخته شده از تکه‌های کاغذ، خاک پخته شده، خاک کوبیده شده، خاک رس، ورمیکولیت، پارچه کتان، سیزال (sisal)، علف دریایی، دانه‌های رسی منبسط شده، نارگیل، صفحات الیاف چوب، ماسه سنگ کلسیمی، سنگ‌های محلی، بامبو که یکی از قوی‌ترین و سریع‌ترین رشد گیاهان چوبی است و چسب‌ها و رنگ‌های غیر سمی با ترکیبات آلی فرار کم.

### مواد بازیافت شده
معماری پایدار اغلب شامل استفاده از مواد بازیافتی یا دست دوم، مانند الوارهای بازیافتی و مس بازیافتی می‌شود. کاهش استفاده از مصالح نو باعث کاهش متناظر در انرژی مجسم می‌شود (انرژی مورد استفاده در تولید مواد). معماران پایدار اغلب سعی می‌کنند سازه‌های قدیمی را برای پاسخگویی به نیازهای جدید بازسازی کنند تا از توسعه غیر ضروری جلوگیری کنند. در صورت مناسب بودن از مواد بازیابی ساختمان‌ها و بازسازی شده استفاده می‌شود. وقتی ساختمان‌های قدیمی‌تر تخریب می‌شوند، غالباً هر چوب خوب، بازیابی و تجدید می‌شود و به عنوان کفپوش فروخته می‌شود. هر سنگ با ابعاد خوب به‌طور مشابه بازیابی می‌شود. بسیاری از قطعات دیگر نیز مورد استفاده مجدد قرار می‌گیرند، مانند درها، پنجره‌ها، شومینه‌ها و سخت‌افزارها، و به این طریق مصرف کالاهای جدید کاهش می‌یابد. هنگامی که از مواد نو استفاده می‌شود، طراحان سبز به دنبال موادی می‌گردند که به سرعت دوباره پر می‌شوند، مانند بامبو که تنها پس از ۶ سال رشد می‌تواند برای استفاده تجاری برداشت شود.

### ترکیبات آلی فرار کمتر
در معماری پایدار تا جای ممکن از موادی استفاده می‌شود که کمترین اثر را بر روی محیط‌زیست و اطراف داشته باشند: برای مثال برای عایق‌کاری، به جای استفاده از مواد عایق ساختمان سرطان‌زا یا دارای ترکیبات سمی مانند فرمالدهید، می‌توان از موادی با ترکیبات آلی فرار کم مانند پارچه‌های جین بازیافتی یا عایق‌های سلولزی استفاده کرد. برای جلوگیری از آسیب حشرات، این مواد عایق جایگزین ممکن است با اسید بوریک شسته شده یا از رنگ‌های ارگانیک یا پایه-شیری استفاده شود. با این حال، یک اشتباه رایج این است که مواد «سبز» همیشه برای سلامت ساکنان یا محیط زیست بهتر هستند. بسیاری از مواد مضر (از جمله فرمالدئید، آرسنیک، و آزبست) به‌طور طبیعی وجود دارند و بدون تاریخچه استفاده بهترین انتخاب نیستند. مطالعه‌ای از انتشارات مواد توسط ایالت کالیفرنیا نشان داده‌است که برخی از مواد سبز رنگ وجود دارند که انتشار آلاینده قابل توجهی دارند در حالی که برخی از مواد «سنتی» تر در واقع انتشار کمتری داشتند؛ بنابراین، قبل از این که به این نتیجه برسیم که مواد طبیعی همیشه سالم‌ترین جایگزین برای ساکنان و زمین هستند، موضوع انتشار باید به دقت بررسی شود.

### استانداردهای پایداری مواد
علیرغم اهمیت مصالح برای پایداری کلی ساختمان، تعیین کمیت و ارزیابی پایداری مصالح ساختمانی دشوار است. انسجام کمی در اندازه‌گیری و ارزیابی ویژگی‌های پایداری مواد وجود دارد، که منجر به چشم‌اندازی می‌شود که امروزه مملو از صدها برچسب، استانداردها و گواهی‌نامه‌های سازگار، ناسازگار و اغلب نادقیق است. این اختلاف هم به سردرگمی در بین مصرف‌کنندگان و خریداران تجاری و هم به ادغام معیارهای پایداری متناقض در پروژه‌های صدور گواهینامه ساختمان‌های بزرگتر مانند LEED منجر شده‌است. پیشنهادهای مختلفی در رابطه با منطقی سازی چشم‌انداز استانداردسازی مصالح ساختمانی پایدار ارائه شده‌است.

## طراحی و نقشه پایدار

### ساختمان

#### مدل‌سازی اطلاعات ساختمان (BIM)
مدل‌سازی اطلاعات ساختمان یا BIM از طریق ادغام و تجزیه و تحلیل عملکرد ساختمان به معماران و مهندسان برای طراحی پایدار کمک می‌کند. خدمات BIM، از جمله مدل‌سازی مفهومی و توپوگرافی، از طریق در دسترس قرار دادن آنی و پیوسته اطلاعات پروژه به صورت منسجم مسیری قابل اعتماد برای طراحی سبز ارائه می‌دهد. BIM طراحان را قادر می‌سازد تا اثرات زیست‌محیطی سیستم‌ها و مواد را برای حمایت از تصمیمات مورد نیاز برای طراحی ساختمان‌های پایدار بررسی کنند.

#### مشاوره
مشاور ساختمان پایدار ممکن است در مراحل اولیه طراحی شرکت کند، تا پیامدهای پایداری مصالح ساختمانی، جهت‌گیری، شیشه‌بندی و سایر عوامل فیزیکی را پیش‌بینی کند تا یک رویکرد پایدار را که الزامات خاص یک پروژه را برآورده می‌کند، شناسایی کند.
هنجارها و استانداردها توسط سیستم‌های رتبه‌بندی مبتنی بر عملکرد رسمیت یافته‌اند، به عنوان مثال LEEDو Energy Star برای خانه‌ها. این استانداردها معیارهایی که باید برآورده شوند و آزمایش‌های لازم برای برآورده کردن آن معیارها را ارائه می‌دهند. این به طرفین درگیر در پروژه بستگی دارد که بهترین رویکرد را برای برآورده کردن آن استانداردها تعیین کنند.

#### محل قرارگیری ساختمان
یکی از جنبه‌های اصلی و اغلب نادیده گرفته شده معماری پایدار، قرار دادن ساختمان در جای مناسب است. اگرچه ساختار محیطی ایدئال خانه یا دفتر اغلب یک مکان ایزوله تصور می‌شود، این نوع قرار دادن معمولاً برای محیط زیست مضر است. اولا، چنین سازه‌هایی اغلب به عنوان خط مقدم ناآگاهانه پراکندگی حومه شهر عمل می‌کنند. ثانیاً، آنها معمولاً مصرف انرژی مورد نیاز برای حمل و نقل را افزایش می‌دهند و منجر به انتشار غیرضروری خودرو می‌شوند. در حالت ایدئال، بیشتر ساختمان‌ها باید از پراکندگی حومه شهر به نفع نوعی توسعه شهری سبک که توسط جنبش شهرسازی نوین بیان می‌شود، اجتناب کنند. همان‌طور که در اصول شهرسازی هوشمند پیشنهاد شده‌است، منطقه‌بندی دقیق کاربری مختلط می‌تواند مناطق تجاری، مسکونی و صنعتی سبک را برای کسانی که با پای پیاده، دوچرخه یا حمل و نقل عمومی سفر می‌کنند، قابل دسترس‌تر کند.

### طراحی‌شهری
شهرسازی پایدار اقداماتی فراتر از معماری پایدار انجام می‌دهد و دیدگاه گسترده‌تری برای پایداری ایجاد می‌کند. راه‌حل‌های معمولی شامل پارک‌های صنعتی زیست‌محیطی (EIP)، کشاورزی شهری، و غیره است. برنامه‌های بین‌المللی که مورد حمایت قرار می‌گیرند شامل: شبکه توسعه شهری پایدار با حمایت UN-HABITAT، و Eco2 Cities با حمایت بانک جهانی است.
همزمان، جنبش‌های اخیر شهرسازی جدید، معماری کلاسیک جدید و معماری تکمیلی، رویکردی پایدار نسبت به ساخت‌وساز را ترویج می‌کنند که رشد هوشمند، معماری بومی و معماری کلاسیک را ترویج و توسعه می‌دهد. این برخلاف معماری مدرنیستی و یکنواخت جهانی، و همچنین تکیه بر املاک مسکونی منفرد و پراکندگی حومه شهرهاست. هر دو روند در دهه ۱۹۸۰ شروع شد. جایزه معماری Driehaus جایزه‌ای است که تلاش‌ها در شهرسازی جدید و معماری کلاسیک جدید را به رسمیت می‌شناسد، و دارای جایزه‌ای دو برابر جایزه مدرنیستی پریتزکر است.

### مدیریت پسماند
زباله‌ها مواد مصرف شده یا بی‌مصرف تولید شده توسط خانوارها و مشاغل، فرآیندهای ساخت و ساز و تخریب، و صنایع تولیدی و کشاورزی هستند. این مواد معمولاً به عنوان زباله‌های جامد شهری، زباله‌های ساختمانی و تخریب (C&D) و محصولات جانبی صنعتی یا کشاورزی طبقه‌بندی می‌شوند. معماری پایدار بر استفاده در محل از مدیریت زباله متمرکز است، شامل مواردی مانند سیستم‌های آب خاکستری برای استفاده در بستر باغ، و کمپوست کردن توالت‌ها برای کاهش فاضلاب. این روش‌ها وقتی با کمپوست سازی زباله‌های مواد غذایی در محل و بازیافت خارج از محل ترکیب شوند، می‌توانند زباله‌های خانه را به زباله‌های بسته‌بندی کاهش دهند.

## ضرورت معماری پایدار
در شروع انقلاب صنعتی در قرن هجدهم غلظت دی‌اکسید کربن جو زمین ۲۷۰ قسمت در میلیون بود و اکنون غلظت آن به ۳۷۷ قسمت در میلیون رسیده‌است. این مقدار نه تنها در ۷۴۰ هزار سال گذشته بلکه از ۵۵ میلیون سال پیش تاکنون سابقه ندارد. ۵۵ میلیون سال پیش کره زمین سیاره‌ای گرمسیری بود و قطب شمال و جنوب وجود نداشت و سطح دریاها ۸۰ متر بالاتر از امروز بود. این شرایط برای حیات انسان مناسب نبود و با از بین بردن این شرایط انسان توانست روی این کره خاکی به حیاط خود ادامه دهد. اما اکنون بشر آگاهانه با دست خود این شرایط را دوباره شکل می‌دهد. در صورت ادامه روند کنونی اثرات سویی از جمله بر بومی‌شناسی و مدیریت بوم تأثیر بر روی سلامت انسان تغییرات در زیر ساختارها از طریق جاری شدن سیل و حرکت لایه‌های زمین طغیان رودها و بالا آمدن آب دریاها خشک شدن درون قاره‌ها و مرطوب شدن سواحل آتش گرفتن شهرها و جنگل‌ها از بین رفتن لایه ازون کاهش اختلاف دمای شب و روز اسیدی شدن اقیانوس‌ها و تغییر در توزیع آب در کره زمین را شامل باشد.
حفاظت از انرژی واستفاده پایدار از آن پیشرفت‌های عظیم تکنولوژیِ استخراج نفت و سایر ذخایر زیرزمینی، استفاده هر چه بیشتر این منابع تجدید ناپذیر را فراهم آورده‌است لذا طراحی ساختمان‌ها باید به گونه‌ای باشد که مصرف سوخت فسیلی را به حداقل برساند. همچنین توجه به این مسئله که منابع بهره‌برداری شده در سامانه‌های توسعه در کجا استفاده می‌شوند و چگونگی پایدار نگه‌داشتن آن‌ها و استفاده از منابعی که امکان جایگزینی سریع‌تری دارند بسیار مهم است. به عنوان مثال از چوب درختانی باید استفاده شود که سریع تر رشد کرده و می‌توانند جایگزین شوند.

## نگرانی‌های زیست‌محیطی برای توسعه پایدار
دانا گودمن یک معمار با ایده‌های پست مدرن آمریکایی بیش از یک دهه از زندگی خود را بر روی ایده شهر شناور گذرانده‌است. شهر شناور پاسخی مستقیم به انفجار جمعیت است که می‌تواند در آینده‌ای نزدیک برای بخش‌هایی از کره زمین رخ دهد. وی که معماری را در دانشگاه کلمبیا خوانده‌است به محیط‌های زندگی دریایی و امکان زندگی در چنین محیط‌هایی علاقه‌مند است.
نمونه‌هایی از فعالیت‌های انجام شده در این زمینه، ساخت ۶۰ جزیره مصنوعی در ژاپن به دلیل کاهش فضا و تراکم جمعیت است. اگرچه ایده گودمن متفاوت از این موضوع ساختن صرفاً جزیره‌های مصنوعی بوده و به نوعی در برگیرنده ایجاد یک بستر لنگرگاهی شناور است که می‌تواند یک شهر کوچک را بر روی خود جا دهد.
اگر چه این نوع شهر در حال حاضر یک امر خلاف واقع بنظر می‌رسد اما در حقیقت بیانگر جنبش ایجاد شده کنونی در هنر و طراحی برای ایجاد پایایی در رشد و توسعه به‌شمار می‌رود.
اندیشه پایایی در آرزوی ساختن کره‌ای بهتر و با شرایط مساعدتر از آنچه امروزه مشاهده می‌شود برای نسل‌های آینده است. با این وجود باید اعتراف کرد که رفتار انسان تنها زمانی تضمین‌کننده ایجاد پایایی در سطح زیست کره است که به تخریب منابع طبیعی موجود اقدام ننماید.
امروزه به نوعی تمامی رفتارهای ما انسان‌ها مستلزم مصرف انرژی از منابعی است که مانند سوخت‌های فسیلی تجدید ناپذیر بوده و امکان باز تولید ندارند. البته باید گفت که فعالیت‌های ما تنها به این موضوع محدود نبوده و شامل آلوده‌سازی جدی هوا و بحرانی کردن شرایط زیست‌محیطی نیز می‌شود که می‌تواند برای نسل‌های آینده شرایط سخت و غیرقابل تحملی را رقم بزند. آیا این عوامل هستند که نسبت به مسائل دیگری چون کارکرد و بهینه بودن فضای خانه بایستی بر جهت معماری آینده اثرگذار باشند؟
بازارهای دیگر نشانگر افزایش تمایل مردم به مسائل سلامتی و زیست‌محیطی هستند که می‌توان گفت به‌طور کلی در جهت توسعه پایدار گام برمی‌دارند. از جمله می‌توانیم به تمایل جدیدی که برای تهیه و استفاده از مواد ارگانیک در جامعه ایجاد شده اشاره کنیم که نشانگر استفاده از مواد طبیعی تر و عاری از مواد شیمیایی است. معماری در این زمینه یک حوزه ویژه به‌شمار می‌رود چرا که استفاده از انرژی و همچنین مواد و مصالح در آن به مقدار نسبتاً بالایی است.
ما به صورت معمول به حفاظت و نگهداری ساختمان‌هایی که دارای ارزش تاریخی هستند در برابر تمایل و اشتیاق برای تخریب آن‌ها و ساخت خانه‌های جدیدتر اقدام می‌کنیم. دو ایده اصلی در بازار توسعه و ساخت و ساز در حال حاضر حکمفرماست یکی ایده نیازهاست که به دنبال رسیدن به معیارهای زندگی امروزی برای تمام انسان‌ها و دیگری ایده محدودیت است که تمرکز آن بر محدودیت منابع زیستی جهت برآورده ساختن نیازهای امروزی و آینده است.
پس از دوران جنگ جهانی و به‌دنبال مدرن گرایی در سال‌های دهه ۵۰ میلادی تمرکز معماری بر روی بهره‌وری بیش از اندازه از زمین و تلاش برای ایجاد هر چه بیشتر ساختمان‌های بلند و بلوک مانند بتونی بود. این رویکرد امروزه به عنوان اشتباه فاحش معماری نگریسته می‌شود چرا که با وجودی که در زمینه نیازها مشکلات بر طرف شد اما به شکلی جدی به محدودیت‌ها نیز افزوده گشت.
اگرچه تمرکز جمعیت در یک شهر درونی به جهت مسائل زیست‌محیطی پایدارتر بنظر می‌آید اما به‌دنبال کاهش نیاز به جابجایی انسان‌ها و کالا از دیدگاه اجتماعی برای زندگی انسان، پایدار محسوب نمی‌گشت. تراکم بسیار زیاد جمعیت در یک فضای محدود منجر به افزایش استرس، عدم احساس آرامش و افزایش میزان جرم و جنایت می‌گردد. بلوک‌های ساختمانی به عنوان بخش‌های کهنه و فرسوده در آینده شهرها مطرح گشتند و در حقیقت بسیاری از آن‌ها تا زمانی که تخریب یا مورد بازسازی و توسعه قرار گرفتند نیز همین گونه شدند.
ایده‌های نیازها و محدودیت‌ها اصول بنیادین معماری پایدار و پیوند آن با ارزش‌های زیبایی شناسانه، محیط زیست، اجتماعی، سیاسی، اقتصادی و اخلاقی به‌شمار می‌روند.
از میان گروه‌های معماری که بیشترین فعالیت را در زمینه پژوهش‌های پیشرو دارا هستند می‌توان به شرکت لاگ آی دی LOG ID اشاره کرد. اعضای این گروه از معماران، مهندسان، پزشکان، گیاه شناسان، فیزیکدانان و متخصصان فناوری‌های ارتباطی تشکیل شده‌است که تمامی تلاش خود را در جهت بهره‌برداری از انرژی سبز و خورشیدی بکار گرفته‌اند.
اگر چه شرکت مورد اشاره یک شرکت دانش بنیان به‌شمار می‌رود اما فناوری‌های آن به صورت مستقیم در بحث معماری پایدار بکار می‌آید که می‌تواند به پاسخگویی در زمینه راه‌های استفاده از انرژی خورشیدی در خانه‌ها و در نتیجه کاهش مصرف انرژی‌های فسیلی منجر شود. در این شیوه مواجه با بحث توسعه پایدار توجه اساسی به مواد و مصالحی است که در خانه‌ها چه در زمان مصرف و چه در زمان خارج شدن از دور مصرف کمترین آسیب را به محیط زیست وارد کنند و این به معنای تمرکز بر روی پیشرفت‌های فناوری برای دستیابی به پایایی است در حالی که نگاه دیگر به موضوع توجه به مبانی و اصول اولیه و ساده‌سازی معماری و کاهش تمامی جنبه‌های درگیر ساخت و ساز است.
یکی از ایده‌های بازگشت به مبانی و اصول را می‌توان الهام گرفتن از طبیعت، یادگیری از محیط زیست، حفظ زیبایی بصری سرزمینی به وسیله همگون‌سازی معماری با چشم‌انداز محیطی، مطرح کرد. امیلیو آمباز معماری است که این آرزو را در سر دارد که به وسیله طرح‌هایش احساس در خانه بودن و ارتباط داشتن با محیط زیست پیرامون را القا کند.
کار وی که به معنای درگیر با محیط زیست بودن در تمامی مراحل زندگی است نقش محوری در جنبش معماری سبز دارد. ایده وی بر اصولی چون استفاده کمتر یا کاهش استفاده از انرژی، کاستن از تولید آلودگی و آسیب به محیط زیست و آلوده‌سازی منابع طبیعی و در نهایت فراهم نمودن شرایط بهتر برای زندگی سالم استوار است. پروژه وی برای آزمایشگاه‌های تحقیقاتی شلومبرگر در آمریکا در محل تپه ماهوری زیبایی شکل گرفته‌است.
در حالی که به صورت معمول این طرح می‌بایست چشم‌انداز زیبای محل را به ناگاه دچار آشفتگی می‌کرد اما طرح وی تقریباً به صورت کامل در زیر سطح زمین انجام شده‌است و خطوط ملایم تپه‌های منطقه با جذابیتی زیبا و همگون به کناره‌های ساختمان که دارای هماهنگی با چشم‌انداز پیرامون است متصل می‌شوند.
این ایده که معماری در جستجوی تعامل با محیط پیرامون باشد تا حد زیادی مرهون فرانک لوید رایت در دهه نخستین سده بیستم است.
رایت به خوبی دریافت که می‌توان در هماهنگی معماری با محیط طبیعی پیرامون و البته با رعایت جنبه‌های جامعه شناختی به گونه‌ای به ساخت و ساز اقدام کرد که گویی بخشی از طبیعت به‌شمار روند. وی این شیوه معماری را معماری ارگانیک می‌دانست که دارای جنبه‌های مشترک زیادی با معماری سبز است اما تمرکز آن در عین حال بیشتر بر روی فرایند ساخت و ساز و مکان‌یابی است.
رویکرد دیگری که می‌توان برای همگون‌سازی ساختمان‌ها با محیط زست پیرامون مطرح کرد الهام گرفتن طرح معماری ساختمان‌ها از طبیعت است. این شیوه به خوبی به چشم‌انداز و جنبه‌های معماری ارگانیک نیز توجه داشته و با آن مطابقت دارد. خانه حلزونی جرسی دویل از چنین تفکری سود جسته‌است. محل آن که در نزدیکی رودخانه فورکت قرار گرفته توسط جنگل احاطه گشته و در نزدیکی آن شماری ساختمان ساخته شده از چوب قرار گرفته‌است. به جهت شکل به نظر می‌آید که هماهنگی بیشتری با طبیعت پیرامون برقرار کرده‌است و البته باید گفت که بجز شکل در زمینه مسائل دیگر نیز به رعایت ملاحظات زیست‌محیطی توجه کرده‌است مانند استفاده از پنل‌های خورشیدی که به کاهش مصرف انرژی الکتریکی کمک شایانی کرده‌است.
البته باید یادآور شد که برای آن که ساختمانی پایدار باشد ضرورتی ندارد که در محیط پیرامون مخلوط و همرنگ گردد. دو ساختمان سبز یکی کلیسای کوچک تورن کراون و کلیسای کوچک کوپر که در مناطق جنگلی در کشور آمریکا واقع شده‌اند به جهت معماری با ساختمان‌های معمول سبز متفاوت هستند. یک کلیسا برای آن که به چشم بیاید و نقش نمادین خود را بهتر بیان کند نیازمند آن است که به نوعی در مقایسه با محیط پیرامون خود را برجسته نشان دهد تا این که به شکل مخفی ساخته شده باشد.
در مقابل چنین رویکردی تلاش شده‌است تا ساختمان‌های مورد اشاره به جهت مصالح، دوره زندگی، نمادگرایی و کارکرد پایدار ساخته شده باشند. فی جونز معمار این ساختمان‌ها بنابراین تمرکز زیادی بر زیبایی این بناها برای بیننده داشته‌است. از درون ساختمان شما با یک فضای بسیار جذاب و در عین حال تشریفاتی به جهت طراحی مواجه می‌شوید که پنجره‌های بسیار بزرگ امکان نمای بسیار عالی از مناظر زیبای اطراف را به شما می‌دهد. در ساخت این کلیساها در عین حال که به جزئیات اشکال در قالب سنتی و ریشه دار بودن توجه شده تمرکز زیادی نیز بر روی طراحی و مواد و مصالح پایدار معطوف گشته‌است.
معمار تلاش داشته‌است تا روح ساختمان را در چارچوبی رسمی مورد تأکید قرار داده و همچنین خداوند را با جهان طبیعی مرتبط کند. به نظر جونز یک جنبه مهم ساختمان پایدار دارا بودن یک دوره زمانی زندگی و استفاده بسیار بلند و دراز مدت است. اگرچه باید یادآوری کرد که برخی از معماران با این ایده موافق نبوده و اعتقاد دارند که اگر طراحی در راه درست پایایی گام بردارد نیازی به چنین خودنمایی وجود ندارد.
با وجودی که تعداد انگشت شماری قوانین مربوط به پایایی به تصویب رسیده‌است اما باید اذعان داشت که سیاستمداران و دولت‌ها به نسبت با آهنگی بسیار کند به اهمیت پایایی اعتراف کرده‌اند. به هر روی این‌ها همگی بیانگر برداشته شدن گام‌هایی در جهت ایجاد تغییراتی در مصالح ساختمانی و طرح‌های معمول امروزی است. مطالعه محیط زیست همانند چراغی در بالای سر انسان این امکان را فراهم ساخته‌است که بهتر به اثرات رفتارهای خود در ازای طبیعت و بهره‌برداری‌های بی ضابطه از آن که در نهایت منجر به رخدادهای ناگوار طبیعی مانند افزایش دمای زیست کره یا سیل و آتش می‌گردند آگاهی یابیم.
خوشبختانه انسان امروز نگرانی بیشتری در ارتباط با آینده و سرنوشت نسل‌های بعدی نشان می‌دهد و این آگاهی و تلاش برای حفظ محیط زیست یا تلاش برای برخورداری از زندگی که جنبه‌های ارگانیک در آن به مقدار بیشتری رعایت شده باشد خود نوید بخش بازشدن راه بسوی داشتن آینده‌ای است که معماری نیز به سوی این هدف نزدیک گردد.
آگاهی انسان‌ها و برخورداری آن‌ها از دید بلند مدت می‌تواند به خوبی توجیه‌کننده هزینه اندک بیشتر ساخت و سازهای پایدار و دوستدار محیط زیست در مقابل ساختمان‌های معمول امروزی باشد.
انسان‌ها در مرکز مسائل و نگرانی‌های توسعه پایدار قرار گرفته‌اند. آن‌ها در تلاش هستند تا از یک زندگی سالم و بارور در هماهنگی با طبیعت برخوردار باشند. به منظور دستیابی به توسعه پایدار حفاظت از محیط زیست یک بخش جدا ناپذیر از فرایند توسعه به‌شمار می‌آید و نباید آن را به شکل یک هویت جداگانه و بیرون از امر توسعه نگاه کرد.

## اصل احترام به سایت
هر ساختمان باید زمین را به گونه‌ای آرام و سبک لمس کند.
معمار استرالیایی گلن مورکات این جمله عجیب را بیان می‌کند که: ساختمان باید زمین را به گونه‌ای آرام و سبک لمس کند. این گفته یک ویژگی از تعامل میان ساختمان و سایت آن را در خود دارد که برای فرایند سبز امری ضروری است و البته دارای ویژگی‌های گسترده‌تری نیز می‌باشد. ساختمانی که انرژی را حریصانه مصرف می‌کند آلودگی تولید می‌کند و با مصرف‌کنندگان و کاربران خویش بیگانه است در نتیجه هرگز زمین را به گونه‌ای آرام و سبک لمس نمی‌کند.
تفسیری صریح تر از این گفته چنین است که نمی‌توان هر ساختمان را از درون سایت ساخته شده در آن خارج نمود و شرایط قبل از ایجاد ساختمان را دوباره در سایت احیا کرد. این نوع ارتباط با سایت در سکونت‌گاه‌های سنتی اعراب بادیه‌نشین دیده می‌شود؛ سبکی و آرامش موجود در میان آن‌ها در لمس زمین فقط در جابجایی خانه ایشان نهفته نبود، بلکه شامل مصالح مورد استفاده ایشان و دارایی‌هایی که با خود حمل می‌کردند نیز می‌گردید.
سیاه چادر اعراب بادیه‌نشین از پشم بزها، گوسفندان و شتران ایشان تولید می‌شد، هنگامی که این چادرها برپا می‌گردید با ایجاد سطح مقطع بسیار کارا از لحاظ آیرودینامیکی از تخریب آن در بادهای شدید جلوگیری می‌شد؛ چادر با طناب‌های بلند در جای خود نگهداری و تیرهای چوبی بسیار اندکی در آن بکار گرفته می‌شد چرا که چوب در صحرا منبعی بسیار کمیاب بحساب می‌آمد.
در حالی که در جوامع شهری، زندگی بومی و سنتی خود را برای یکجانشینی ترک کرده‌اند و معماران وارد عرصه طراحی شده‌اند، هنوز نیز برای ایجاد نمایشگاه‌های مختلف و دیگر فعالیت‌های فرهنگی نیازی مستمر به سازه‌های موقت وجود دارد. این قبیل سازه‌ها اغلب، شکل چادر بادیه نشینان را بخود می‌گیرد. طراحی صورت گرفته توسط معماران هلندی برای فستیوال ۸۶ در سونسبیک، این سازه برای حفاظت از مجسمه‌های شکستنی واقع در خارج ساختمان طراحی شده بود و به علاوه بادی به گونه‌ای طراحی می‌شد که به چشم نیاید.
در این سازه از چهار نوع مصالح یعنی بتن پیش‌ساخته برای پی‌ها، شیشه‌های شفاف برای دیوارها و سقف فولاد برای خرپاها و اتصالات و سیلیکون رزینی برای اتصال صفحات شیشه به یکدیگر استفاده شد. باله‌های شیشه‌ای نیز به دیوارهای شیشه‌ای چسبانده شده بودند تا صلبیت بیشتری را ایجاد کند و همچنین مکانی را برای اتصال خرپاهای فلزی سبک حامل سقف شیشه‌ای فراهم نماید. کف ساختمان زمین عادی بود و برای جلوگیری از گل شدن فقط با چوب پوشانده شده بود.
پس از پایان فستیوال این ساختمان دوباره از یکدیگر جدا گردید و پی آن نیز از محل خارج و خاک برداشته شده به جای خود بازگردانیده شد؛ بدین ترتیب زمین سایت بدون هیچ تغییری به وضعیت پیش از برگزاری فستیوال بازگشت. این ساختمان را می‌توان برای استفاده در هر نمایشگاه یا فستیوال دیگر به کار گرفت یا اعضای آن را می‌توان در هر سازه دیگر مورد استفاده قرار داد.

## پایایی اقتصادی، محیطی، فرهنگی-اجتماعی
گاهی پایایی هر سه سامانه اقتصادی، فرهنگی- اجتماعی و محیطی، خط بنیان سه‌گانه نامیده می‌شود که توسط آن دوام و موفقیت توسعه و طراحی، ارزیابی می‌گردد
به صورت تحت‌الفظی، معماری پایدار بر روی پایایی معماری، به عنوان یک رشته علمی و هم به عنوان محصول یک رشته علمی، توجه می‌کند. در مواردی که تأکید آن روی محورهایی چون آینده باشد، بر بهترین روش طراحی و برنامه‌ریزی قلمرو عمومی متمرکز شده‌است، در این راستا مواردی چون: استدلال‌های کلیدی، مفاهیم شهرسازی-معماری و پایایی جالب و در خور توجه هستند که شدیداً به هم گره خورده‌اند.
روش‌های اکولوژیکی و پایایی فرهنگی
نمی‌توانند جداگانه و مجزا متعهد شوند. مسئولیت ضمانت محیطی، به معنی حساسیت فرهنگی، پایایی فرهنگی می‌باشد که می‌بایست شامل آگاهی‌های اکولوژیکی باشد. برای شهرهای بدون ترکیب سازگار این دو، هیچ آینده ماندنی و قابل دوامی نخواهد بود.
اخیراً، بسیاری از روش‌های فناوری محیطی، قبل از اینکه با موفقیت کامل شوند، با شکست مواجه می‌شوند؛ به دلیل ناتوانی طراحانشان که نتوانسته‌اند، پیوستگی و محتوای فرهنگی- اجتماعی معماری را تشخیص دهند، یا اینکه نیازها و انتظارات کسانی را که قصد دارند از آن استفاده کنند درک نمایند. در واقع، در اینجا، صحبت دربارهٔ فراموشی می‌باشد که چگونه فرهنگ و ارزش‌های محلی را باید حفظ کرد و فراموش ننمود.
این موضوع حقیقتاً روی موفقیت یا
شکست یک پروژه تأثیر می‌گذارد. فرایند جهانی پیشرفت فناوری در زمینه‌های اطلاعات و ارتباطات، منجر به افزایش میزان مصرف، شهرسازی مداوم و رشد بین‌المللی سرمایه‌ها شده و تجارت در سراسر جهان، موجب گردیده فرهنگ با الگوهای جدید نژادی و رابطه‌های فرهنگی به امر غیرمنتظره فرهنگ‌های ترکیبی، تبدیل شود.
در همان زمان، رشد سریع فناوری، در افزایش مشکلات محیطی در مقیاس جهانی تأثیر می‌گذارد، که نتیجه آن را در بلایای اکولوژیکی که نمونه آن از بین رفتن سریع منابع و گونه‌های طبیعی و مصرف بالا و افزایش مقادیر اتلاف انرژی می‌باشد، می‌توان دید.
بدین ترتیب این‌گونه درک می‌شود که محیط مصنوع به عنوان یک شاخه فرهنگی برجسته و مصرف‌کننده اصلی انرژی و منابع به‌طور جدی در هر دو فرایند دلالت می‌کند. دانش همیشه به ناچار بومی است؛ غیرقابل تقسیم از اسباب و محفظه اش ممکن است کسی این واقعیت را مخفی کند یا محو نماید ولی نمی‌تواند آن را از بین ببرد.
ثابت شده که اطلاعات و دانش دربارهٔ ایده‌ها و مهارت‌های جدید و بسیاری از فناوری‌های نو را، به سختی می‌توان به دیگر فرهنگ‌ها و کشورها انتقال داد. حتی بعد از اینکه به یک زمینه فرهنگی جدید معرفی شده‌اند، یا به صورت جزئی اجرا شده‌اند یا سازگار نبوده‌اند و جایگزین شده‌اند یا حتی نادیده گرفته شده‌اند.
به نظر می‌رسد که کلید این مشکل در ناتوانی کسانی باشد که در طراحی و ترویج فناوری‌های جدید، انتظارات و آرزوها و نیازهای فرهنگی محلی را به‌شمار نیاورده‌اند. قبل از اینکه ادعا شود این فناوری‌ها به عنوان یک واقعیت، قابل اجرا و با ارزش هستند، می‌بایست دریافت که آن‌ها به صورت پیچیده‌ای به فرهنگ پیوند خورده‌اند و فناوری‌هایی که برای یک گروه مردم پذیرفته شده‌است، لزوماً توسط بقیه پذیرفته نخواهد شد.
بنابراین درک زمینه و محتوای فرهنگ محلی به منظور اجرا و انتقال موفقیت‌آمیز فناوری‌ها و دانش بشر ضروری می‌باشد. فناوری‌ها و تمرین‌های جدید، برای اینکه پذیرفته شوند و کار کنند، نیاز دارند که با انتظارات و نیازها، دانش مردم و فرهنگی که احتمالاً آن را به کار می‌گیرند، در یک خط باشند.
البته این موضوع غیرقابل انکار است که فرهنگ مصرف مردم و نگاه آن‌ها نسبت به طبیعت، به تدریج تغییر کرده و اصلاح رویکرد آن‌ها نیز امری حیاتی است؛ چرا که فناوری‌های جدید می‌بایست با فرهنگ صحیح توأم با آن ترویج گردند و به نظر می‌رسد که علاوه بر فرهنگ بومی، اصلاح آن نیز می‌بایست مد نظر قرار گیرد.

## نمونه معماری پایدار
- برج هرست (Hearst tower)

این ساختمان درنیویورک قرار دارد که توسط نورمن فاستر، معمار بسیار معروف، طراحی شده و نمونه‌ای بارز از یک بنای پایداراست.
معمار با انتخاب طرحی منحصربه‌فرد برای این بنا، موجب کاهش ۲۰ درصدی فولاد مصرفی در ساخت آن شده‌است. همچنین، ساختمان مجهز به سنسورهای حساس به نور خورشید برای تنظیم روشنایی لازم درفضاهای داخلی است.
این ساختمان به دلیل اینکه در بیشتر اوقات سال از هوای خارج از ساختمان به عنوان تهویه مطبوع استفاده می‌کند، ۲۲ درصد دی‌اکسیدکربن کمتر وارد هوا می‌کند.
- ساختمان خورشیدی گردان و متحرک

این ساختمان توسط گروه معماری Orlando de Urrutia طراحی شده که ایده آن از قطره آب بوده که قابلیت جابه جایی و چرخش هوا به داخل آب را دارد سطح زیرین این ساختمان که کاملاً بر روی آب طراحی شده به صورت مدور در درون آب می‌چرخد. در بدنه‌های این ساختمان تعداد زیادی سیستم‌های فتوولتائیک قرار دارد که در کوتاه‌ترین زمان بیشترین سلولهای خورشیدی را جذب می‌کند.
سیستم تهویه داخل ساختمان به صورت خودکار و با جابه جایی آب و هوا در زیر بدنه ساختمان قرار گرفته که عمل پاکسازی هوا را انجام می‌دهد و جلوگیری می‌نماید از پخش شدن گازهای گلخانه‌ای. این ساختمان آبی از بخش‌های مانند اتاق کنفرانس، رستوران، سالن تئاتر تشکیل شده‌است که به عنوان یکی از جاذبه‌های توریستی محسوب می‌شود
- برج‌های مسکونی پوتارجایا مالزی

این برج در کوالالامپور مالزی واقع شده‌است ایده اصلی این برج از ساختمان‌های سنتی کشور مالزی می‌باشد فرم این برج به صورت قایق‌های بادبانی که به صورت قوس دار می‌باشد نمایان شده‌است. مساحت کل پروژه ۲۷۸۰۰۰ متر مربع می‌باشد که پوسته این ساختمان به صورت هوشمندانه‌ای عمل می‌نماید به همین دلیل باعث صرفه جویی ۵۰ درصدی در مصرف انرژی می‌گردد برای تهویه در ساختمان از خنک‌کننده‌های طبیعی استفاده می‌شود که جهت قرارگیری برج‌ها با توجه به جهت باد طراحی شده‌است در این برج از انرژی خورشید و باد و آب به روش‌های گوناگونی استفاده شده‌است.
- مجتمع تجاری اداری Agung Sedayu جاکارتا

این برج توسط گروه معماری Kuiper Comp
agnons طراحی شده‌است که در آینده نزدیک عملیات احداثی آن آغاز می‌گردد. در این مجتمع با توجه به الگوهای شهر جاکارتا از مصالح بومی در منطقه اقلیم شهر جاکارتا و نوع بافت شهر استفاده شده‌است.
ایده اصلی طراحی از توپوگرافی یک دره باریک بوده که در نهایت دو ساختمان با پیج و تابی موزون و چرخشی گام به گام به سمت داخل و هسته مرکزی قرار گرفته‌است که دارای ۶ طبقه پارکینگ که ۳ طبقه از آن در زیر زمین قرار گرفته که در طبقه ۴ مجتمع یک باغ سرتاسری موجود می‌باشد و از طبقه ۴ تا ۱۶ دو ساختمان از یکدیگر جدا شده‌اند و چرخشی زیبا را به نمایش گذاشته‌اند.
از مهم‌ترین اصول طراحی پایدار در این مجتمع استفاده از تهویه طبیعی به دلیل کاهش استفاده از خنک‌کننده‌ها مکانیکی می‌باشد که از نور خورشید در نما جهت بهره‌گیری از باد طراحی گشته‌است. تمامی آب باران در این مجتمع تصفیه می‌شود، پانل‌های خورشیدی در سقف مجتمع انرژی خورشیدی را به انرژی الکتریکی تبدیل می‌نماید. سیستم سازه‌ای این مجتمع در مقابل زلزله و سونامی مقام و محکم می‌باشد.
- ساختمان اصلی مؤسسه فنی پژوهشی ابایاشی

این ساختمان محل کار مرکزی شرکت ابایاشی است که در زمینه‌های اختراع، ابتکار و توسعه فناوری فعالیت دارد. هدف از ایجاد این شرکت ایجاد فناوری‌های جدید از طریق پژوهش‌های یکپارچه است؛ که در نهایت در اختیار مشتریان و جامعه قرار می‌گیرد.
این ساختمان با استفاده از ۳ سیستم پیشرفته توانسته تولید گازهای گلخانه ایی و را کاهش دهد. ۱. سیستم تأسیسات فعال با اثربخشی بالا ۲. سیستم مدیریتی برای کاربرد انرژی کارآمد و مؤثر ۳. استفاده از تدابیری برای تولید انرژی در محل خود ساختمان به‌علاوه این ساختمان از طرف مؤسسه CASBEE (سیستم مدیریت ساختمان‌های پاییزی و سبز در ژاپن) رتبه S و امتیاز ۶/۷ را کسب کرده‌است.
- مجموعه انرژی صفر بدینگتون

مجموعه انرژی صفر بدینگتون (مجموعه انرژی صفر بدینگتون) اولین و وسیعترین اکو مجموعه خنثی انگلستان می‌باشد و یک شهر مسکونی با چهل دقیقه فاصله در جنوب شرق لندن واقع شده‌است. این مجموعه شامل ۸۲ خانه مسکونی، ۱۶۰۰ مترمربع مکان کار، یک سالن چندمنظوره، یک فروشگاه در سایت، کافه تریا و مرکز بهداشت و سلامت و تسهیلات مراقبت از کودکان می‌باشد.
این پروژه در سال ۱۹۹۸ شروع شد و در سال ۲۰۰۱ کامل گشت و ساکنان از سال ۲۰۰۲ در این مجموعه زندگی می‌کنند. کانسپت طراحی این مجموعه از تمایل به خلق یک «مجموعه انرژی فسیلی صفر» به وجود آمد، نوعی که میزان انرژی را که مصرف می‌کند از منابع تجدیدپذیر به‌دست می‌آورد، بنابراین هیچ کربن خالصی را به اتمسفر صادر نمی‌کند.